# Rachel Ruysch
Rachel Ruysch (L'Aia, 3 giugno 1664 – 12 agosto 1750) è stata una pittrice olandese, specializzata nei dipinti di nature morte di fiori, una delle tre artiste di spicco della pittura del secolo d'oro olandese, insieme a Maria van Oosterwijck, un'altra pittrice floreale, e Judith Leyster, una pittrice di genere e ritrattista (anche la botanica tedesca Anna Maria Sibylla Merian si trasferì ad Amsterdam).

## Biografia

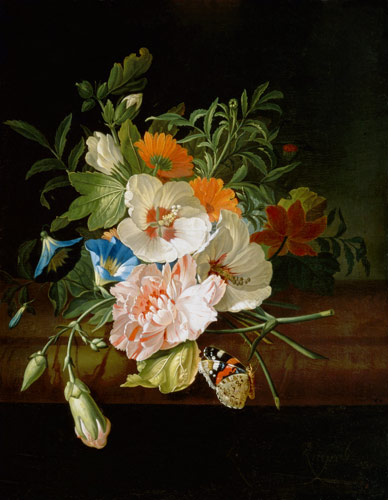
Rachel Ruysch, Natura morta floreale con farfalle su una panchina di pietra

Nata a L'Aia, si trasferì ad Amsterdam all'età di tre anni. Suo padre Frederik Ruysch, un famoso anatomista e botanico, aveva ottenuto l'incarico di professore in quella città. Egli creò una grande collezione di rarità nella propria abitazione. Rachel aiutò il padre decorando gli esemplari animali, conservati con un liquore balsamico, con fiori e pizzi. A quindici anni Ruysch fu apprendista di Willem van Aelst, un pittore di spicco di Delft, conosciuto per i suoi dipinti floreali. Nel 1693 sposò il ritrattista Juriaen Pool (1666-1745), dal quale ebbe dieci figli. Sua sorella Pieternel sposò Jan Munnicks, un giovane uomo che dipingeva fiori nell'orto botanico di Amsterdam. Ruysch era estremamente devota.
Nel 1699 Ruysch entrò a far parte della Confrerie Pictura, la confraternita dei pittori dell'Aia, e nel 1701 della Corporazione di San Luca a L'Aia. Diversi anni dopo, Ruysch fu invitata a lavorare per la corte di Düsseldorf come pittrice per Giovanni Guglielmo del Palatinato. Il suo mecenate le concesse di poter lavorare rimanendo ad Amsterdam, anziché trasferirsi a Düsseldorf, affinché potesse accudire i suoi numerosi figli. In cambio della sostanziosa retta annuale, Ruysch doveva produrre una tela all'anno per la corte dell'Elettore Palatino. Questi inviò in dono a Cosimo III de' Medici le opere Natura morta con frutta e Natura morta con cesto pieno di fiori ed erbe con insetti, che entrarono a far parte della collezione degli Uffizi nel 1715. Anche le opere Natura morta con frutta, fiori, insetti e rettili e Bouquet di fiori in vaso con melograno si trovano a Firenze, presso la Galleria Palatina. Alla collezione Pedriali, invece, oggi all'interno della Pinacoteca civica di Forlì, appartiene il dipinto Fiori.
Ruysch rimase a lavorare per lui e sua moglie dal 1708 fino alla morte del principe nel 1716. Anche Jan Weenix e Adriaen van der Werff furono invitati a creare dei dipinti, dopo la morte di Eglon van der Neer. Nel 1723 vinse alla lotteria. Ruysch continuò a dipingere per i suoi clienti più importanti. Inoltre realizzò dieci dipinti per ciascuno dei suoi figli.
Ruysch visse ottantacinque anni e la datazione delle sue opere dimostra che dipinse da quando era una giovane donna fino alla vecchiaia. Ci sono rimasti circa un centinaio di suoi dipinti. Gli sfondi dei suoi dipinti sono solitamente scuri. Ruysch era anche nota per i suoi dipinti raffiguranti vasi di cristallo dettagliati e realistici.